# Фредерік Містраль
Фредері́к Містра́ль (фр. Frédéric Mistral, окс. Frederic Mistral/Mistrau; 8 вересня 1830, Майян — 25 березня 1914, там само) — провансальський поет і лексикограф. Лауреат Нобелівської премії з літератури за 1904 рік.

## Життя і творчість
Після низки невеликих п'єс окситанською (провансальською) мовою він написав знамениту сільську поему «Мірей» («окс. Miréio», 1859, з французьким перекладом), яку дуже тепло зустріли, і котра й отримала премію Французької академії. Сюжет поеми він згодом переробив на оперне лібрето, до якого Шарль Гуно написав музику, опера «Мірей» («фр. Mireille»).
Містраль був один з головних організаторів руху фелібрів і співробітників «Revue félibrienne», друкованого органу, який відстоював літературну самобутність Провансу. Незважаючи на розбіжність із класичними нормами, орфографія та інші особливості мови «Мірей» були «за правом шедевра» покладені в основу виробленої фелібрами літературної норми окситанської мови. Містраль також написав поему «Calendeau, pou é mo nouveau» (1867), збірку віршів «Lis isclo d'or» (1875), тлумачний словник — багате зібрання матеріалу з окситанської мови «Скарбниця фелібріжа» («Lou Tresor dou félibrige», 1879–1886), повість у віршах «Nerto» (1884), трагедію «Reino Jano» (1890), поему «Pouèmo dóu Rose» (1897), книгу віршів «Oulivado» (1912) та інші твори.

## Твори
- Mirèio (Mireille) (1859)
- Calendau (1867)
- Lis Isclo d'or (1875)
- Nerto, nouvelle (1884)
- La Rèino Jano, drame (1890)
- Lou Pouèmo dóu Rose (1897)
- Moun espelido, Memòri e Raconte (Mes mémoires) (1906)
- Discours e dicho (1906)
- La Genèsi, traducho en prouvençau (1910)
- Lis óulivado (1912)
- Lou Tresor dóu Felibrige (1878—1886), dictionnaire provençal-français ou dictionnaire de la langue d'oc moderne
- Proso d'Armana (posthume) (1926, 1927, 1930)
- Coupo Santo (1867)

## Українські переклади
Роман у віршах Містраля «Мірейо» переклав українською М. Литвинець. Переклад опубліковано в Києві в 1980 році.